# Festival da Canção 2024
La cinquantottesima edizione del Festival da Canção si è tenuta dal 24 febbraio al 9 marzo 2024 presso il centro televisivo di RTP e ha selezionato il rappresentante del Portogallo all'Eurovision Song Contest 2024 a Malmö.
La vincitrice è stata Iolanda con Grito.

## Organizzazione
L'emittente portoghese Rádio e Televisão de Portugal (RTP) ha confermato la partecipazione del Portogallo all'Eurovision Song Contest 2024 il 7 agosto 2023, annunciando inoltre l'organizzazione della 58ª edizione del Festival da Canção per selezionare il proprio rappresentante; dal medesimo giorno l'emittente ha inoltre dato la possibilità agli aspiranti autori di inviare i propri brani entro il successivo 15 ottobre, con la condizione che fossero cittadini o residenti permanenti in Portogallo.
L'evento si svolgerà in tre serate presso gli studi televisivi di RTP nella capitale portoghese. In ciascuna delle due semifinali, 10 partecipanti si contenderanno 6 posti per la finale, per un totale di 12 finalisti. Il voto combinato di giuria e pubblico decreterà tutti i risultati.

### Giuria
La giuria delle semifinali è stata composta da:
- Benjamim, cantante e produttore discografico;
- Gisela João, cantante;
- Lia Pereira, giornalista;
- Lura, cantante;
- Miguel Esteves Cardoso, scrittore, critico e giornalista;
- Mimicat, cantante e rappresentante del Portogallo all'Eurovision Song Contest 2023;
- Pedro Oliviera, musicista.

## Partecipanti
Il 6 novembre 2023 RTP ha pubblicato la lista dei compositori delle venti canzoni. Gli autori di quattordici dei venti brani partecipanti sono stati invitati direttamente dall'emittente, mentre quelli dei sei rimanenti sono stati scelti fra 809 proposte ricevute. La lista degli interpreti e dei relativi brani è stata annunciata dall'emittente il 18 gennaio 2024.
| Artista                 | Brano                  | Lingua     | Autori                                                                                           |
| ----------------------- | ---------------------- | ---------- | ------------------------------------------------------------------------------------------------ |
| Bispo                   | Casa portuguesa        | Portoghese | Pedro Bispo                                                                                      |
| Buba Espinho            | O farol                | Portoghese | Bernardo Espinho                                                                                 |
| Cristina Clara          | Primavera              | Portoghese | Cristina Clara, Jon Luz                                                                          |
| Filipa                  | You Can't Hide         | Inglese    | Filipa Carmo da Silva, Marie Jenkins, Rich Pilkington                                            |
| Huca                    | Pé de choro            | Portoghese | Bruno Huca, Milton Gulli                                                                         |
| Iolanda                 | Grito                  | Portoghese | Alberto Hernández, Iolanda Costa                                                                 |
| João Borsch             | ...Pelas costuras      | Portoghese | João Borsch                                                                                      |
| João Couto              | Quarto para um         | Portoghese | João Couto                                                                                       |
| Left.                   | Volto a ti             | Portoghese | António Maciel Graça                                                                             |
| Leo Middea              | Doce mistério          | Portoghese | Leo Middea                                                                                       |
| Maria João              | Dia                    | Portoghese | João Farinha, Maria João Grancha                                                                 |
| Mela                    | Água                   | Portoghese | Mariana Gonçalves                                                                                |
| Mila Dores              | Afia a língua          | Portoghese | Filipe Sambado, Mila Dores                                                                       |
| Nena                    | Teorias da conspiração | Portoghese | Nena Marques                                                                                     |
| Noble                   | Memory                 | Inglese    | Pedro Fidalgo, Rui Saraiva                                                                       |
| No Maka feat. Ana Maria | Aceitar                | Portoghese | Ana Maria Ramos, Duarte Carvalho, Emanuel Oliveira, Mara Cortez, Marcelo Garrido, Rafael Martins |
| Perpétua                | Bem longe daqui        | Portoghese | Beatriz Capote, Diogo Rocha, Ruben Teixeira, Xavier Sousa                                        |
| Rita Onofre             | Criatura               | Portoghese | Rita Onofre                                                                                      |
| Rita Rocha              | Pontos finais          | Portoghese | Rita Rocha                                                                                       |
| Silk Nobre              | Change                 | Inglese    | Artur Guimarães, Fernando Nobre, Rui Pedro Pity                                                  |

## Semifinali
Le semifinali si sono svolte in due serate, il 24 febbraio e il 2 marzo 2024, e vedranno competere 10 partecipanti ciascuna per i sei posti ciascuna destinati alla finale. La divisione delle semifinali è stata resa nota il 27 dicembre 2023. Il voto è stato suddiviso in due round: il voto combinato del pubblico e della giuria d'esperti ha selezionato cinque brani che hanno avuto accesso direttamente in finale, mentre nel secondo il voto, a cui ha partecipato il solo pubblico, ha selezionato un ulteriore finalista tra i cinque esclusi.

### Prima semifinale
La prima semifinale si è tenuta il 24 febbraio 2024 presso il centro televisivo RTP di Lisbona ed è stata presentata da Tânia Ribas de Oliveira e José Carlos Malato.
Ad accedere alla finale sono stati Nena, Perpétua, Rita Rocha, João Borsch, Iolanda e Noble.
     Qualificato dal primo round di voto della giuria e televoto
     Qualificato dal secondo round di solo televoto
| #  | Artista     | Brano                  | Primo round | Primo round | Primo round | Primo round | Secondo round | Secondo round |
| #  | Artista     | Brano                  | Giuria      | Televoto    | Totale      | Posizione   | Televoto      | Posizione     |
| -- | ----------- | ---------------------- | ----------- | ----------- | ----------- | ----------- | ------------- | ------------- |
| 1  | Nena        | Teorias da conspiração | 10          | 5           | 15          | 3           | —             | —             |
| 2  | Perpétua    | Bem longe daqui        | 6           | 12          | 18          | 2           | —             | —             |
| 3  | Mela        | Água                   | 4           | 3           | 7           | 8           | 15,37%        | 3             |
| 4  | Mila Dores  | Afia a língua          | 3           | 1           | 4           | 9           | 6,33%         | 5             |
| 5  | Left.       | Volto a ti             | 1           | 2           | 3           | 10          | 7,43%         | 4             |
| 6  | Rita Rocha  | Pontos finais          | 7           | 7           | 14          | 5           | —             | —             |
| 7  | Noble       | Memory                 | 2           | 8           | 10          | 6           | 47,45%        | 1             |
| 8  | João Borsch | ...Pelas costuras      | 8           | 6           | 14          | 4           | —             | —             |
| 9  | Iolanda     | Grito                  | 12          | 10          | 22          | 1           | —             | —             |
| 10 | Bispo       | Casa portuguesa        | 5           | 4           | 9           | 7           | 23,42%        | 2             |

### Seconda semifinale
La seconda semifinale si è tenuta il 2 marzo 2024 presso il centro televisivo RTP di Lisbona ed è stata presentata da Sónia Araújo e Jorge Gabriel.
Ad accedere alla finale sono stati Buba Espinho, Cristina Clara, Leo Middea, No Maka feat. Ana Maria, Silk Nobre e Rita Onofre.
     Qualificato dal primo round di voto della giuria e televoto
     Qualificato dal secondo round di solo televoto
| #  | Artista                 | Brano          | Primo round | Primo round | Primo round | Primo round | Secondo round | Secondo round |
| #  | Artista                 | Brano          | Giuria      | Televoto    | Totale      | Posizione   | Televoto      | Posizione     |
| -- | ----------------------- | -------------- | ----------- | ----------- | ----------- | ----------- | ------------- | ------------- |
| 1  | Buba Espinho            | O farol        | 7           | 7           | 14          | 4           | —             | —             |
| 2  | Cristina Clara          | Primavera      | 10          | 2           | 12          | 5           | —             | —             |
| 3  | Leo Middea              | Doce mistério  | 12          | 5           | 17          | 1           | —             | —             |
| 4  | Filipa                  | You Can't Hide | 1           | 1           | 2           | 10          | 12,08%        | 5             |
| 5  | João Couto              | Quarto para um | 4           | 6           | 10          | 7           | 21,70%        | 2             |
| 6  | Huca                    | Pé de choro    | 6           | 3           | 9           | 9           | 20,82%        | 4             |
| 7  | No Maka feat. Ana Maria | Aceitar        | 5           | 10          | 15          | 2           | —             | —             |
| 8  | Maria João              | Dia            | 8           | 4           | 12          | 6           | 21,68%        | 3             |
| 9  | Rita Onofre             | Criatura       | 2           | 8           | 10          | 8           | 23,72%        | 1             |
| 10 | Silk Nobre              | Change         | 3           | 12          | 15          | 3           | —             | —             |

## Finale
La finale dell'evento si è tenuta il 9 marzo 2024 presso gli studi televisivi di RTP a Lisbona ed è stata presentata da Filomena Cautela e Vasco Palemirim. Il voto della giuria, contrariamente alle semifinali, è stato suddiviso in sette giurie regionali.
A vincere il voto della giuria e del televoto sono stati rispettivamente Iolanda e João Borsch; una volta sommati i punteggi la prima è stata proclamata vincitrice della manifestazione, superando di 4 punti di distacco il secondo classificato.
| #  | Artista                 | Brano                  | Punteggio | Punteggio | Punteggio | Posizione |
| #  | Artista                 | Brano                  | Giuria    | Televoto  | Totale    | Posizione |
| -- | ----------------------- | ---------------------- | --------- | --------- | --------- | --------- |
| 1  | Silk Nobre              | Change                 | 7         | 5         | 12        | 4         |
| 2  | Rita Onofre             | Criatura               | 5         | 0         | 5         | 8         |
| 3  | Noble                   | Memory                 | 1         | 6         | 7         | 7         |
| 4  | Buba Espinho            | O farol                | 8         | 2         | 10        | 6         |
| 5  | Nena                    | Teorias da conspiração | 3         | 1         | 4         | 10        |
| 6  | Iolanda                 | Grito                  | 12        | 10        | 22        | 1         |
| 7  | No Maka feat. Ana Maria | Aceitar                | 0         | 3         | 3         | 11        |
| 8  | Cristina Clara          | Primavera              | 2         | 0         | 2         | 12        |
| 9  | Rita Rocha              | Pontos finais          | 4         | 7         | 11        | 5         |
| 10 | Leo Middea              | Doce mistério          | 10        | 8         | 18        | 3         |
| 11 | Perpétua                | Bem longe daqui        | 0         | 4         | 4         | 9         |
| 12 | João Borsch             | ...Pelas costuras      | 6         | 12        | 18        | 2         |

| Brano                  | Nord | Centro | Lisbona | Alentejo | Algarve | Madera | Azzorre | Totale |
| ---------------------- | ---- | ------ | ------- | -------- | ------- | ------ | ------- | ------ |
| Change                 | 3    | 6      | 12      | 2        | 6       | 4      | 10      | 43     |
| Criatura               | 6    | 5      | 6       |          | 3       | 5      | 7       | 32     |
| Memory                 | 2    | 3      | 4       |          | 4       | 3      | 2       | 18     |
| O farol                | 8    | 8      | 5       | 12       | 10      | 2      | 1       | 46     |
| Teorias da conspiração | 5    | 1      | 1       | 4        | 5       | 8      |         | 24     |
| Grito                  | 12   | 12     | 10      | 10       | 12      | 12     | 12      | 80     |
| Aceitar                |      | 2      |         | 8        |         | 1      | 3       | 14     |
| Primavera              | 1    | 7      | 7       | 3        |         |        | 4       | 22     |
| Pontos finais          | 7    |        | 3       | 1        | 7       | 7      | 5       | 30     |
| Doce mistério          | 10   | 10     | 8       | 7        | 8       | 6      | 8       | 57     |
| Bem longe daqui        |      |        |         | 5        | 2       |        |         | 7      |
| ...Pelas costuras      | 4    | 4      | 2       | 6        | 1       | 10     | 6       | 33     |

## Ascolti
| Puntata    | Messa in onda    | Telespettatori | Share | Note   |
| ---------- | ---------------- | -------------- | ----- | ------ |
| Semifinali | 24 febbraio 2024 | 437 000        | 11,0% | [ 11 ] |
| Semifinali | 2 marzo 2024     | 424 300        | 10,3% | [ 12 ] |
| Finale     | 9 marzo 2024     | 486 900        | 12,0% | [ 13 ] |
| Media      | Media            | 449 400        | 11,1% |        |